# Anni 1040
Gli anni 1040 sono il decennio che comprende gli anni dal 1040 al 1049 inclusi.

## Personaggi
- Re Macbeth di Scozia
- Godwin, duca del Wessex
- El Cid